# Destination Anywhere (film)
 (juin 2018).
Si vous disposez d'ouvrages ou d'articles de référence ou si vous connaissez des sites web de qualité traitant du thème abordé ici, merci de compléter l'article en donnant les références utiles à sa vérifiabilité et en les liant à la section « Notes et références ».
Pour les articles homonymes, voir Destination Anywhere.
Pour plus de détails, voir Fiche technique et Distribution.
Destination Anywhere est un film américain inspiré par les musiques et les concepts du deuxième album solo de Jon Bon Jovi, Destination Anywhere. Le film met en vedette Jon Bon Jovi et Demi Moore en tant que jeune couple aux prises avec l'alcoolisme et la mort de leur jeune enfant. Le film fait ses débuts à la télévision sur MTV et VH1 en 1997. Kevin Bacon, Whoopi Goldberg et Annabella Sciorra font également partie du casting. Réalisé par Mark Pellington, le film sort en DVD le 11 avril 2005 et contient également l'EPK de l'album et cinq vidéos promotionnelles pour les singles de l'album. Le titre It's Just Me est notamment mis en avant dans le film.

## Description et synopsis
Le film est un film noir contemporain qui se déroule dans les rues d'un quartier de Manhattan coloré. Jon Bon Jovi joue le rôle de JON, un homme qui a fui sa maison, ses dettes de jeu et son mariage. Il est rappelé à New York pour s'occuper de sa femme, Janie, une infirmière urgentiste qui ne s'est jamais complètement remis de la mort de leur unique enfant il y a quelques années. Jon remet les pieds dans une situation chaotique, Janie est hors de contrôle et ses dettes sont en train de mettre sa vie en danger. Jon essaie tant bien que mal à trouver des solutions aux problèmes qui l'entourent mais il a construit des murs désormais trop épais pour être pénétré et les problèmes ne font qu'empirer entre lui et son épouse. Lorsqu'un bébé abandonné est trouvé dans une benne à ordures et amené à l'hôpital où travaille Janie, une série d'événements se déclenche obligeant le couple à réévaluer les termes de leur amour, de leur responsabilité et de leur engagement l'un envers l'autre.

## Distribution
- Jon Bon Jovi : Jon
- Demi Moore : Janie
- Annabella Sciorra : Dorothy
- Kevin Bacon : Mike
- Whoopi Goldberg : Cabbie

## Bande originale
La bande originale est également sortie en 1997 se classant en 31e position du Billboard 200, en 6e position du Top albums canadien et à la deuxième place du UK Albums Chart.
| No  | Titre                                             | Auteur                                | Durée |
| --- | ------------------------------------------------- | ------------------------------------- | ----- |
| 1.  | Queen of New Orleans                              | Jon Bon Jovi, Dave Stewart            | 4:31  |
| 2.  | Sans titre                                        | Jon Bon Jovi                          | 5:18  |
| 3.  | Midnight in Chelsea                               | Jon Bon Jovi, Dave Stewart            | 4:58  |
| 4.  | Ugly                                              | Jon Bon Jovi, Eric Bazilian           | 3:24  |
| 5.  | Staring at Your Window With a Suitcase in My Hand | Jon Bon Jovi                          | 4:26  |
| 6.  | Every Word Was a Piece of My Heart                | Jon Bon Jovi                          | 5:16  |
| 7.  | It's Just Me                                      | Jon Bon Jovi                          | 6:44  |
| 8.  | Destination Anywhere                              | Jon Bon Jovi                          | 4:56  |
| 9.  | Learning How to Fall                              | Jon Bon Jovi                          | 4:04  |
| 10. | Naked                                             | Jon Bon Jovi, Mark Hudson, Greg Wells | 4:42  |
| 11. | Little City                                       | Jon Bon Jovi                          | 4:58  |
| 12. | August 7, 4:15                                    | Jon Bon Jovi                          | 4:59  |
| 13. | Cold Hard Heart                                   | Jon Bon Jovi                          | 4:42  |

## Contenu
- Destination Anywhere : The Film
- Destination Anywhere, kit de presse électronique de l'album réalisé par Bruce Weber, A Little Bear Production
- Midnight In Chelsea, clip musical réalisé par Wayne Isham
- Janie, Don't Take Your Love To Town, vidéo promotionnelle (uniquement sur la version DVD) réalisée par Mark Pellington
- Ugly, vidéo promotionnelle (uniquement sur la version DVD) réalisée par Mark Pellington
- Queen of New Orleans, vidéo promotionnelle (uniquement sur la version DVD) réalisée par Mark Pellington
- Staring At Your Window With A Suitcase In My Hand Vidéo promotionnelle (uniquement sur la version DVD) réalisée par Mark Pellington

## Disponible dans les formats suivants
- VHS
- Vidéo CD
- DVD

## Bonus du DVD
- Vidéos promotionnelles pour Queen of New Orleans, Janie, Don't Take Your Love to Town, Ugly et Staring at Your Window With a Suitcase in My Hand, non présentes sur la version VHS du film.
- Image et son remasterisés numériquement
- DTS 5.1 Surround Sound